# 1922 (film, 2017)
Pour les articles homonymes, voir 1922.
Ne doit pas être confondu avec 1922 (film, 1978).
Pour plus de détails, voir Fiche technique et Distribution.
1922 est un thriller américain écrit et réalisé par Zak Hilditch, sorti en 2017 sur Netflix. Il s'agit de l’adaptation du roman court 1922 de Stephen King, parue en 2010 dans le recueil Nuit noire, étoiles mortes.

## Synopsis
Wilfred James est un fermier. Afin de pouvoir garder sa ferme et les 40 hectares de terre qui y sont associés, il fait le choix de tuer sa femme. Aidé de son fils, Henry, il cache le corps dans un puits. Peu à peu, sa culpabilité va le ronger de l'intérieur, jusqu'à ce qu'il vienne à penser qu'il a jeté une malédiction sur lui et son fils. Les rats jouent un rôle important dans le film, ainsi que quelques apparitions fantomatiques.

## Fiche technique
Sauf indication contraire, les informations mentionnées dans cette section peuvent être confirmées par la base de données cinématographiques IMDb,  présente dans la section « Liens externes ».
- Titre original : 1922
- Réalisation : Zak Hilditch
- Scénario : Zak Hilditch, d'après le roman court 1922 de Stephen King
- Direction artistique : Page Buckner
- Décors : Jacqueline Miller
- Costumes : Claudia Da Ponte
- Photographie : Ben Richardson
- Montage : Merlin Eden
- Musique : Mike Patton
- Production : Ross M. Dinerstein ; Josh Kesselman (coproduction)
- Société de production : Campfire Productions
- Société de distribution : Netflix
- Pays d'origine :  États-Unis
- Langue originale : anglais
- Format : couleur - 2.35:1
- Genre : thriller
- Durée : 101 minutes
- Dates de sortie[1] :
  - États-Unis : 23 septembre 2017 (Fantastic Fest) ; 20 octobre 2017 (sur Netflix)
  - Belgique, France, Québec, Suisse romande : 20 octobre 2017 (sur Netflix)

## Distribution
- Thomas Jane (VFB : Philippe Résimont) : Wilfred James
- Molly Parker (VFB : Audrey d'Hulstère) : Arlette James
- Dylan Schmid (VFB : Maxime Van Santfoort) : Henry James
- Neal McDonough (VFB : Sébastien Hébrant) : Harlan Cotterie
- Kaitlyn Bernard (VFB : Ludivine Deworst) : Shannon Cotterie
- Brian d'Arcy James (VFB : Frank Dacquin) : le shérif Jones
- Roan Curtis : Victoria
- Bob Frazer : Andrew Lester
- Patrick Keating : M. Stoppenhauser
- Anna Louise Sargeant : Hotel Maid
- Nikolai Witschl : le concierge

Doublage
- Direction artistique : Marie Van R
- Adaptation des dialogues : Sophie Servais

Source : carton de doublage sur Netflix

## Accueil critique
Le film a reçu un accueil critique favorable, recueillant 84 % de critiques positives, avec une note moyenne de 6,6/10 et sur la base de dix-neuf critiques collectées, sur le site agrégateur de critiques Rotten Tomatoes. Sur Metacritic, il obtient un score de 70/100 sur la base de huit critiques collectées.